# Terellia pseudovirens
Terellia pseudovirens är en tvåvingeart som först beskrevs av Erich Martin Hering 1940.  Terellia pseudovirens ingår i släktet Terellia och familjen borrflugor.
Artens utbredningsområde är Cypern. Inga underarter finns listade i Catalogue of Life.